# Huesca
Huesca (aragonsky Uesca, latinsky a katalánsky Osca, oficiálně Huesca/Uesca, adj. Oscense) je město v severním, „horním“ autonomním společenství Aragonie ve Španělsku, 72 km severovýchodně od Zaragozy. Je sídlem provincie Huesca a zároveň comarky Hoya de Huesca. Žije zde přibližně 55 tisíc obyvatel.

## Historie
První iberské sídlo vzniklo asi v 5.-4. století př. n. l. a ve staroiberském jazyce se nazávalo Bolscan. Město založili Římané v na přelomu 2. a 1. století př. n. l. a nazvali je Osca. Římský voják a politik Quintus Sertorius, pověřený v letech 97-91 př. n. l. jeho vedením a později i celé provincie Hispania, vyhlásil roku 83 př. n. l. odtržení od Římské říše, zvolil si Oscu za svou základnu a ustavil v ní vlastní senát. Díky své geniální vojenské strategii a spojenectví s Mithridatem z Pontu udržel Hispánii samostatnou až do roku 72 př. n. l., kdy jej při hostině spiklenci vedení Perpernou ubodali k smrti. Nového velitele dal Pompeius krátce na to popravit. Osca nadále zůstávala centrem, patrně díky stříbrným dolům, roku 30 př. n. l. ji císař Augustus prohlásil za municipium. V 1. století n. l. se zde zformovala jedna z prvních komunit křesťanů římské provincie Hispania. Pocházeli odtud například římští mučedníci svatý Vavřinec a svatý Vincenc ze Zaragozy.
V 8. století bylo území dobyto Araby, kteří je nazvali Wašqah (arabsky وش) a ustanovili jedním z hlavních správních měst emirátu Córdoba. Vládli zde až do reconquisty. V roce 1091 se zde při Montearagón usadil aragonský král Sancho Ramírez, který v boji s Araby padl roku 1094. Dobyl je teprve roku 1096 jeho syn a následník trůnu, král Petr I. Aragonský, který učinil Husecu svým sídlem a hlavním městem Aragonského království.
Roku 1137 zde král Ramiro II. Aragonský uskutečnil popravu skupiny odbojných šlechticů, v dějinách nazývanou Zvon z Huescy. Pod záminkou, že shromažďuje finance na nový zvon pro katedrálu, vlákal šlechtice do léčky, postupně jednoho po druhém dal popravit a jejich hlavy dal rozvěsit pro výstrahu v budově.
Roku 1354 zde král Petr IV. Aragonský založil univerzitu, která měla zpočátku jen teologickou fakultu. Brzy se rozšířila, v 16. století byla spojena s univerzitou v Zaragoze, kam později postupně přešla všechna učiliště a roku 1845 byla huescská univerzita zrušena.
Počátkem 19. století město obsadila Napoleonova armáda. Za španělské občanské války zde v letech 1936-1939 probíhaly těžké boje mezi republikány a frankisty. Na straně republikánů bojoval George Orwell.

## Památky

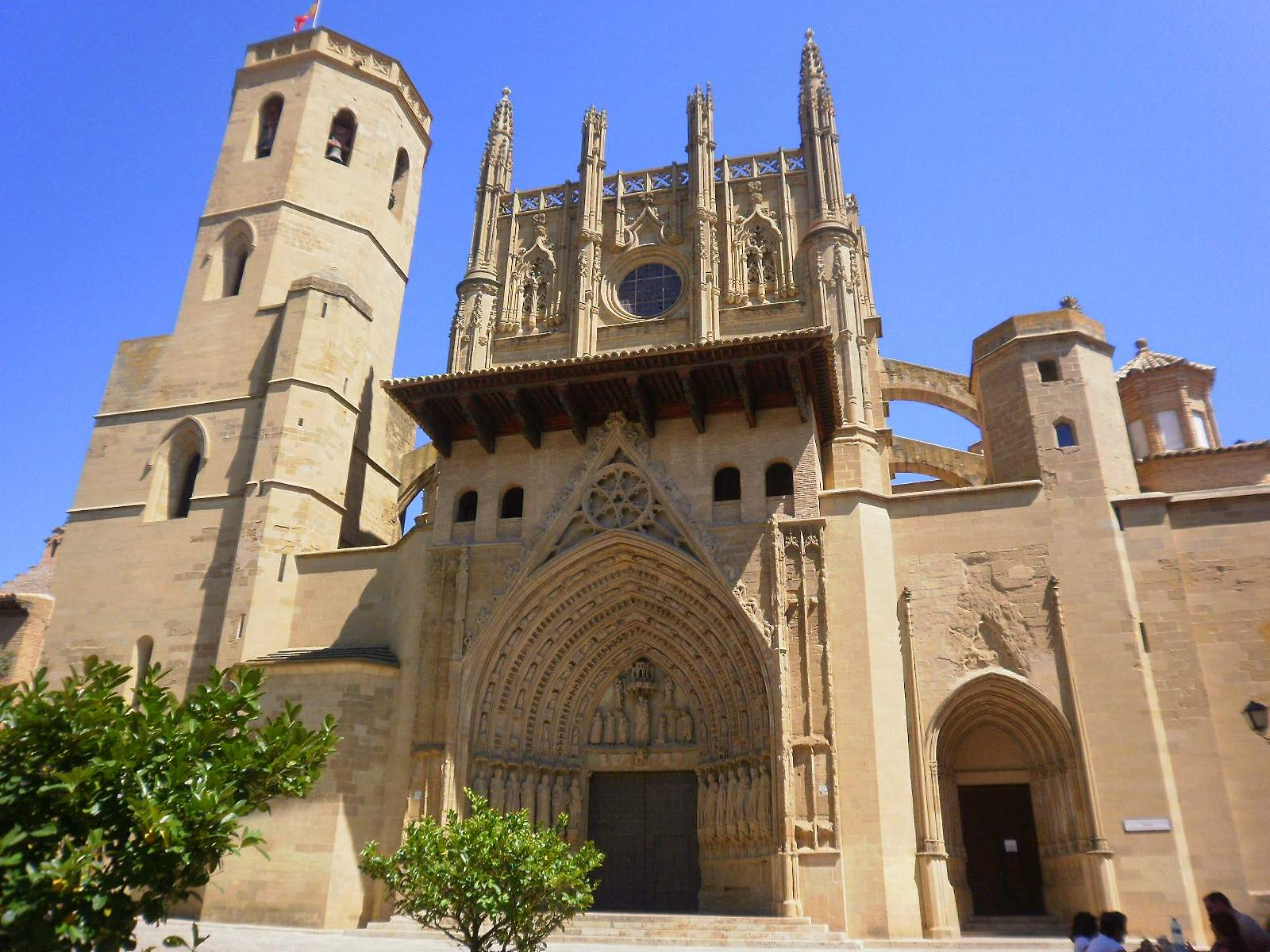
Západní průčelí katedrály

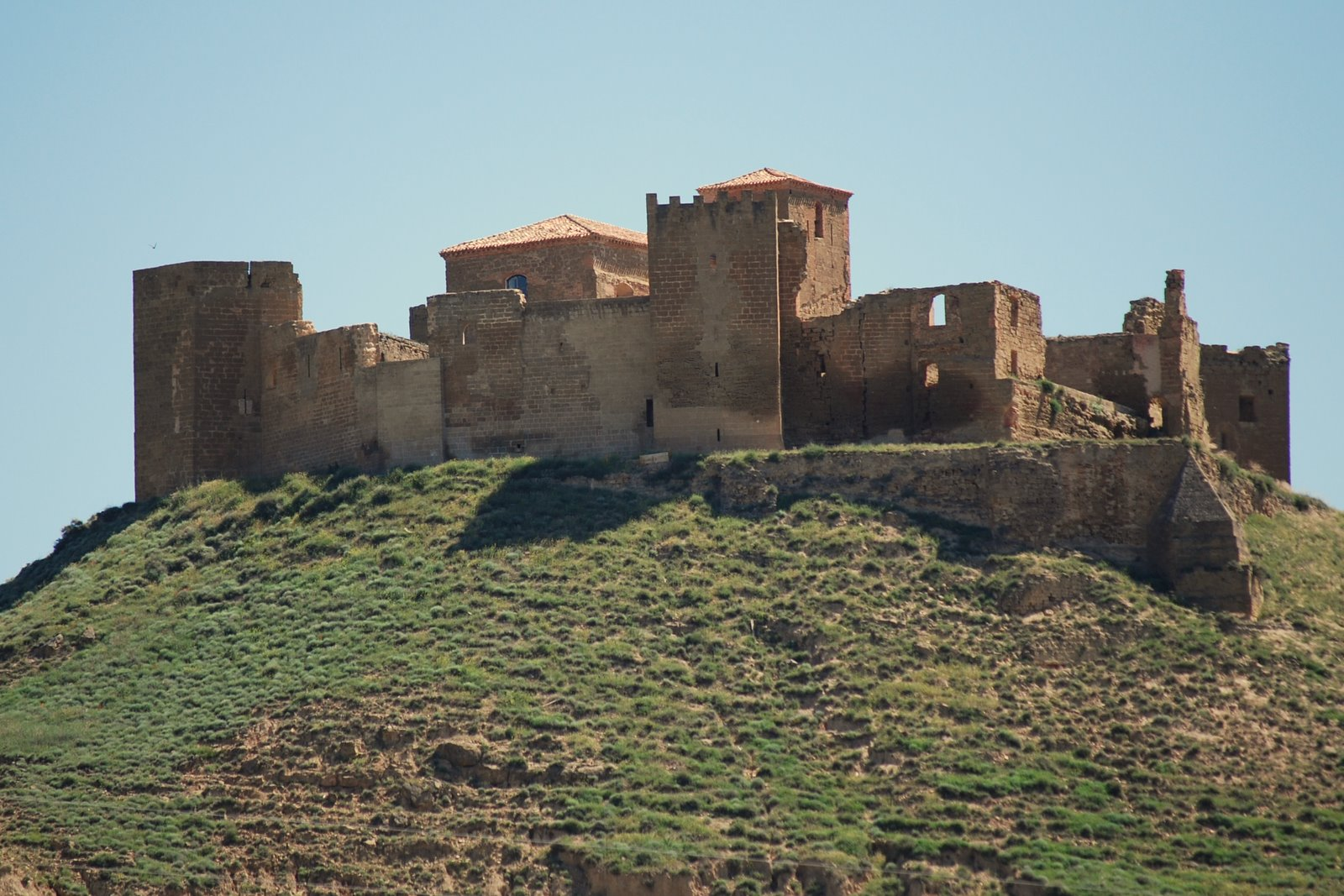
Hrad Montearagón

Staré město má středověkou urbanistickou strukturu a dochovaly se v něm dvě desítky památných kostelů a další budovy, jež z něj tvoří chráněnou památkovou rezervaci.

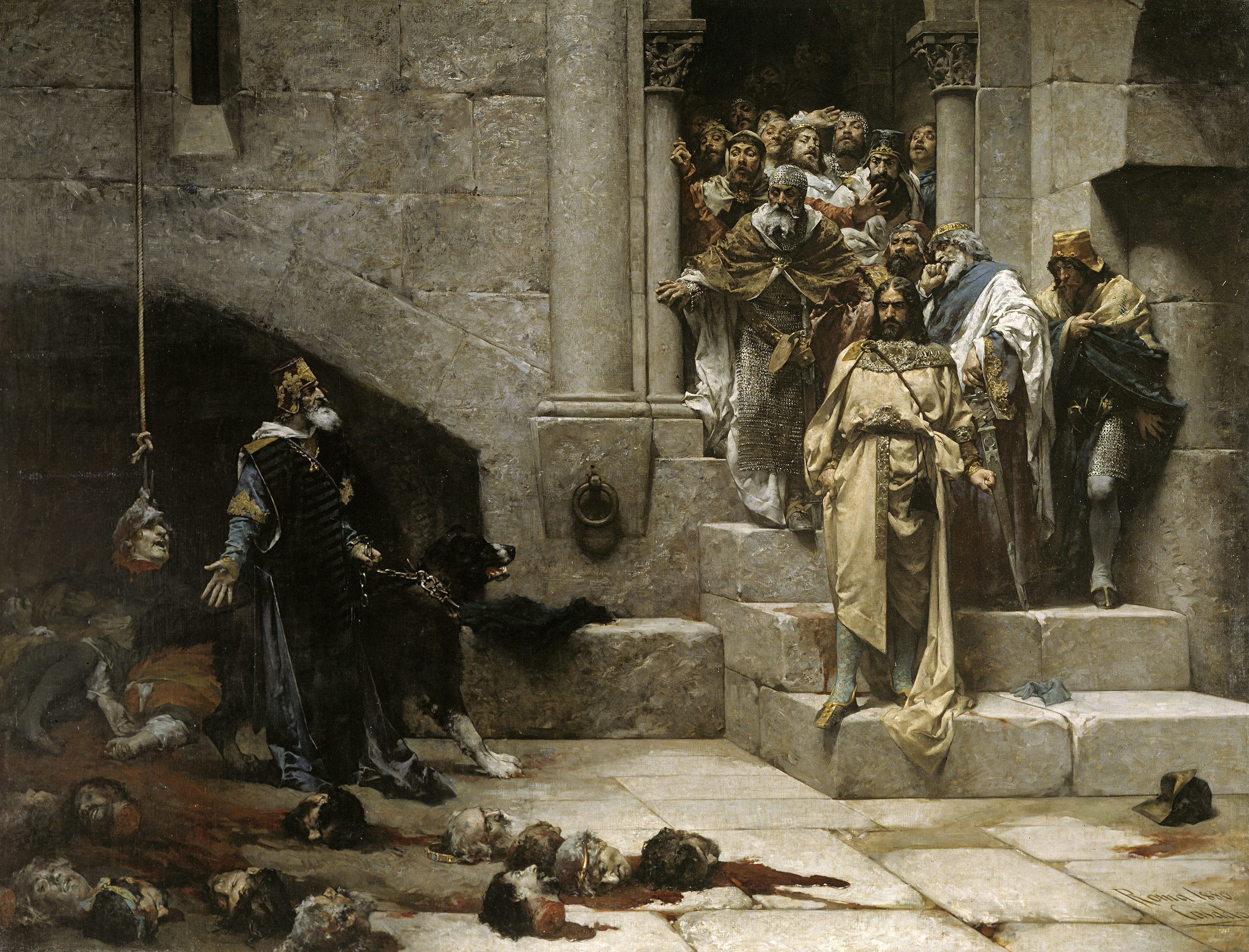
Masakr nazývaný Zvon z Huescy na obraze Josého Casady del Alisal z roku 1880

- katedrála Panny Marie a Proměnění Páně, je trojlodní raně gotická bazilika s několika později přistavěnými kaplemi, sídlo římskokatolické diecéze Huesca; na ruinách mešity ji kolem roku 1273 založil španělský král Jakub I. Aragonský. Stavba pokračovala do 15. století, patří k nejvýznamnějším gotickým stavbám severního Španělska. Na vstupních vratech byly mezi léty 1300–1313 vyřezány reliéfy 12 apoštolů. Hlavní oltář Ukřižování je alabastrový z let 1520–1533, autor Damián Forment.
- Benediktinský Klášter San Pedro el Viejo, byl postaven v letech 1100–1241, založením jedna z nejstarších románských staveb na Iberském poloostrově. Kostel zčásti přestaven v 17. století. Je pohřebištěm španělských králů a královen aragonské dynastie.
- Kostel sv. Vavřince (Iglésia San Lorenzo) nejstarší kostel ve městě, stojí na předrománských základech ze 7. století
- Eremitáž (poustevna) sv. Vavřince - poutní místo
- Kostel sv. Dominika s bývalým klášterem dominikánů, barokní stavba zee 17. století
- Kostel sv. Ignáce s bývalou kolejí jezuitů
- Královský hrad na Aragonské hoře (Montearagón) - ruiny románského hradu, v kryptě hradní kaple je pohřben král Alfons I. Aragonský
- Radnice - na románských základech
- Muzeum - sídlí v původem románské a později v gotice přestavěné budově univerzity, kde král Ramiro II. Aragonský roku 1137 vyhlásil sbírku na Zvon z Huescy. Pod touto záminkou zde své šlechtické odpůrce dal popravit a jejich hlavy rozvěsit na kůly.
- Kasino - moderní budova ve stylu Art deco

## Slavnosti
- Slavnost patrona města sv. Vavřince se koná každoročně od 9. do 15. srpna. Zahrnuje procesí a další náboženské, kulturní, zábavní a obchodní akce.
- Filmový festival Cine de Huesca se koná od roku 1973 každoročně.

## Osobnosti
- Sv. Vavrinec - diakon, mučeník, rodák
- Sv.Vincenc ze Zaragozy – mučedník, rodák
- Santiago Ramón y Cajal (1852-1936) - lékař, histolog a patolog, nositel Nobelovy ceny (žil zde)
- Joaquín Abarca - španělský biskup a politik
- Antonio Saura (1930–1998), katalánský malíř a grafik (rodák)
- Carlos Saura (1932–), katalánský režisér a scenárista (rodák)